# Fangorn-erdő
A J. R. R. Tolkien által megalkotott Középföldén, a Fangorn-erdő az entek és a huornok birodalma. A legidősebb entről, Fangornról (Szilszakáll) kapta a nevét (bár az is lehet, hogy épp fordítva). A fangorn sinda szó jelentése: (szil)fának szakálla.
Borbak Trufiádok és Tuk Peregrin A Gyűrűk Ura második kötetében, A két toronyban eljut ebbe az erdőbe. Itt találkoznak Szilszakállal, és meggyőzik arról a veszélyről, amit Szarumán jelent az entekre nézve. Egy entgyűlést követően a többi ent egyetért abban, hogy meginduljanak Vasudvard ellen. Trufát és Pippint magukkal viszik, a huornokat pedig Helm szurdokába küldik, hogy segítsék Théoden rohani király seregét Szarumán orkjai ellen. Az entek dühét részben az okozta, hogy Szarumán parancsára szolgái kivágták az erdő déli és nyugati oldalán növő fákat.
Szintén A két toronyban Aragorn, Gimli és Legolas útja is átvezet Fangornon, miközben Trufát és Pippint próbálják megtalálni. Találkoznak egy fehérbe öltözött idős emberrel, akiről először azt hiszik, hogy Szarumán, ám ez a mágus barátként üdvözli őket, így rájönnek, hogy ő valójában Fehér Gandalf, akit Khazad-dûm elhagyása óta halottnak véltek.
A Fangorn-erdő valójában annak a hatalmas erdőségnek a legkeletibb maradványa, amely teljes Eriadoron és Calenardhonon húzódott végig az első korban és a másodkor kezdetén. Az erdő maradékát elpusztították az emberek és Szauron. Ez volt Szilszakáll birodalmának legősibb része, és az entek utolsó menedéke.